# Герета Ігор Петрович
І́гор Петро́вич Гере́та (також Ґерета; 25 вересня 1938, Скоморохи, нині Тернопільського району Тернопільської області — 5 червня 2002, Тернопіль, похований у смт. Велика Березовиця) — український археолог, мистецтвознавець, історик, поет, викладач і громадсько-політичний діяч. Заслужений діяч мистецтв України (1998).
Член НСХУ (1993). Почесний член ВУСК (1996). Член проводу Тернопільської крайової організації НРУ (1989). Депутат Тернопільської обласної ради І—IV-го скликань (від 1990), член її президії, голова постійної комісії з питань духовності, культури, свободи слова та інформації. Організатор і директор Інституту національного відродження України (від 1991; нині носить ім'я Ґерети). Голова Тернопільського осередку НТШ (від 1996). Почесний громадянин міста Тернопіль (2003, посмертно).

## Життєпис
Народився 25 вересня 1938 року в с. Скоморохи, нині Тернопільського району в священичій родині. Батько, отець Петро Ґерета, відомий також як поет (псевдонім Олесь Ґерета) і композитор. Мати, Євгенія, (з роду Скоморовська) — диригентка церковних хорів.
У 1942 році родина Ігоря Ґерети перебралася до села Велика Березовиця, де батько отримав нову парафію. Тут 1955 року Ігор закінчив середню школу (тепер — Тернопільська 3ОШ № 8). Навчався у Тернопільській музичній школі. 1962 року отримав диплом про закінчення історичного факультету Чернівецького державного університету. Від 1963 року і до кінця життя працював на різних наукових посадах у Тернопільському обласному краєзнавчому музеї.
За протирадянську діяльність Ігоря Ґерету у 1966 році засуджено на п'ять років позбавлення волі (умовно). Загалом же, за участь в українському дисидентському русі 1960-x років позбавлений можливості здобути науково-творчу кар'єру, до розпаду СРСР постійно перебував під наглядом органів держбезпеки та партапарату. Незважаючи на постійні переслідування й утиски, Ігор Ґерета продовжував займатися науковою й громадською роботою.
У період українського національного відродження 1988—1991 років Ігор Ґерета поринув у вир політичної діяльності. Став співзасновником Народного Руху України (Тернопіль, 1989), член його Великої Ради; був кандидатом у депутати до Верховної Ради України (1994, 1998 р.); депутат Тернопільської обласної ради (1 — 4 скликань), член її президії, голова постійної депутатської комісії у 1990—1998, 2002 роках.
До останніх днів життя Ігор Ґерета залишався опікуном Козівської гімназії (тепер Козівська державна українська гімназія ім. В. Герети [Архівовано 10 квітня 2022 у Wayback Machine.]) та обласної експериментальної школи мистецтв.
Помер 5 червня 2002 року в Тернополі на батьківському обійсті по вул. Глибокій. Похований на цвинтарі у Великій Березовиці.

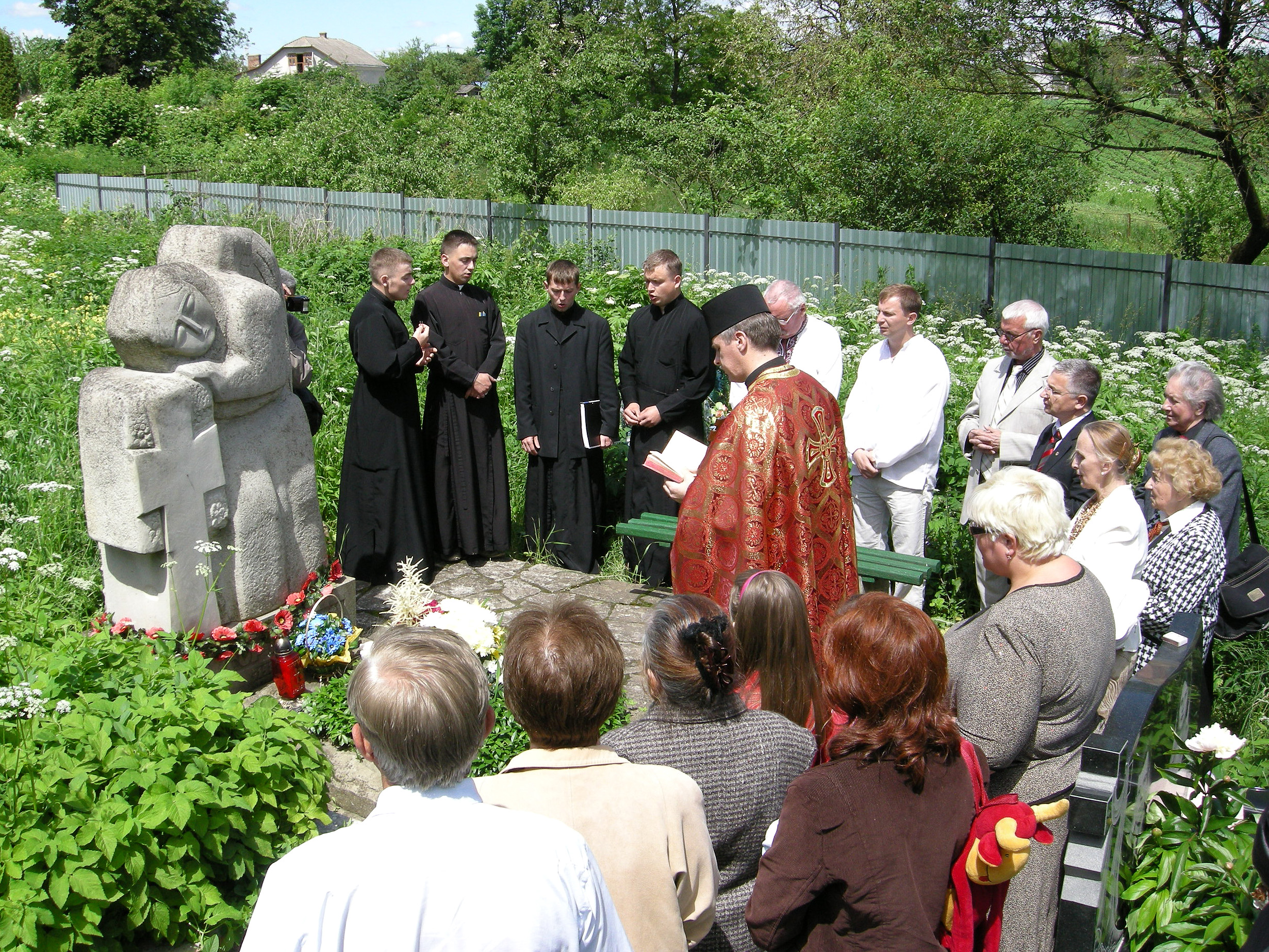
Панахида на могилі Ігоря Ґерети 5 червня 2010 року

## Творча і наукова спадщина
Ігор Ґерета написав понад 120 розвідок й статей у енциклопедіях, збірниках та періодичних виданнях як України так і Канади, Польщі, Росії, Сербії, Словаччини. Він — видавець більше як 30 книжок Інституту національного відродження України, а також співавтор трьох академічних досліджень про археологічні пам'ятки Прикарпаття і Волині (1981 — 82); спецвипуску журналу «Тернопіль» «Художники Тернопільщини» (1994); нарисів про Теребовлю (1971); Бережани (1979, 1989); Чортків (1985); художників І. Хворостецького (1978); І. Марчука (1985); Я. Омеляна (1993).

### Музейна діяльність
На посаді наукового працівника Тернопільського обласного краєзнавчого музею Ігор Ґерета став засновником і автором експозицій:
- музею-садиби Соломії Крушельницької у селі Біла Тернопільського району (1963);
- картинної галереї Тернопільського обласного краєзнавчого музею (1978 (у 1991 р. перетворено на обласний художній музей);
- знищеного музею обласного музично-драматичного театру імені Т. Шевченка (нині академічний драматичний театр);
- музею-садиби Леся Курбаса в Старому Скалаті Підволочиського району (1987), боротьба за який тривала 20 років;
- історико-меморіального музею політв'язнів (1997, у підвалах колишнього приміщення обласного управління КДБ);
- мистецького музею приватних збірок (сучасного українського мистецтва) на вулиці Медовій у Тернополі;
- музею-садиби Патріарха Йосифа у селі Заздрість Теребовлянського району.

І. Ґерета першим підтримав ініціативу Остапа Черемшинського і став співавтором експозиції етнографічно-меморіального музею Володимира Гнатюка у с. Велеснів Монастириського району.
У видавництві «Каменяр» (Львів) Ігор Ґерета видав нариси (путівники) про музеї Соломії Крушельницької і Тернопільську картинну галерею, музей Володимира Гнатюка (у співавторстві з Остапом Черемшинським).

### Громадська діяльність
Ігор Ґерета вів активну громадську роботу. У 1978 році при картинній галереї він заснував мистецький клуб, який діяв до 1985 року, згодом був заборонений. 1988 року Ігор Ґерета став співзасновником першої в Тернополі опозиційної організації «Тернове поле»; Товариства української мови (нині — Всеукраїнське товариство «Просвіта» імені Тараса Шевченка); 1989 року — «Меморіалу» імені В. Стуса та інші.
У 1991 році Ігор Ґерета створив Інститут національного відродження України (нині він носить його ім'я); будучи депутатом, став ініціатором заснування художньої премії імені М. Бойчука; у 1992 році — кафедри української культури в Тернопільській вищій духовній семінарії; 1993 року — стипендії імені В. Барвінського для студентів-музикантів Тернопільської області, які навчаються за кордоном, стипендії М. Литвина для студентів-бандуристів; відкриття у 1994 році обласної експериментальної школи мистецтв у Тернополі; у 1996 — організації Тернопільського осередку Наукового Товариства імені Т. Шевченка тощо.

### Археологічна діяльність
1975 року був керівником експедиції, яка досліджувала Стінківське давньоруське городище (Бучацького району). У 1990 році Ігор Ґерета розпочав створення першого археологічного музею-парку в с. Чернелів-Руський Тернопільського району. У 1993—1994 роках він виставив на показ твори образотворчого та декоративно-ужиткового мистецтва із власної збірки з промовистою назвою «Мистецтво друзів», експонуючи їх у Тернополі та Львові. Як археолог Ігор Ґерета відкрив сотню та вів дослідження майже двадцяти пам'яток старожитностей України. Знаковим є могильник Черняхівської культури (III—IV століття н. е.) у Чернелеві-Руському, який найбільш досліджений в Україні. За звітом Ігоря Ґерети з останнього його сезону за 2000 р., що зберігається у фондах обласного краєзнавчого музею, у Чернелівському могильнику відкрито 288 черняхівських поховань (усіх — 315 із похованнями давньоруської й Поморської культур), що більше, ніж у могильнику в селі Черняхів. Артефакти з цієї пам'ятки, а також із села Романівка Тернопільського району, у 1995 році були представлені на міжнародних археологічних виставках.
Ігор Ґерета як науковець брав участь у місцевих, регіональних, всесоюзних, міжнародних (зокрема, 1987 року в Університеті Марії Кюрі-Складовської (Люблін, Польща) — «Вельбарська культура в Пізньоримський час») та згодом всеукраїнських конференціях з питань археології, історії, мистецтвознавства.

### Організація культурно-мистецьких заходів
Ґерета — укладач десятків наукових зібрань, організатор конференцій, симпозіумів, літературно-мистецьких заходів. Організував і провів такі урочини:
- Олега Ольжича (1994);
- «Україна в Другій світовій війні» (1995);
- Симона Петлюри (1996);
- «Українська Повстанська Армія» (1992, 1997);
- П. Обаля (2000);
- Митрополита Андрея Шептицького (2001) тощо.

### Літературна творчість
Свої поезії, оповідання та новели Ігор Ґерета опублікував у кількох газетах та журналах лише після здобуття Україною самостійності, згодом уклав із творів збірочку «Скибка неба» (1997), був членом редакції «Енциклопедія Тернопільщини», журналу «Тернопіль».

## Пам'ять
- На регіональній акції «Галицький лицар 2002» Ґерету визнано (посмертно) найвизначнішою постаттю десятиліття у краї.
- Зірку Ігоря Ґерети встановлено на Алеї Зірок на вулиці Гетьмана Сагайдачного в Тернополі.
- Ім'я Ґерети присвоєно Тернопільській обласній експериментальній школі мистецтв.
- 5 червня 2010 на фасаді будинку, в якому знаходиться Інститут національного відродження України (м. Тернопіль), відкрито меморіальну дошку Ігореві Ґереті.
- 27 березня 2015 на фасаді Тернопільської обласної експериментальної школи мистецтв відкрито меморіальну дошку Ігореві Ґереті, яку освятив митрополит Тернопільсько-Зборівський Василь (Семенюк).[4]
- 25 вересня 2016 року на вул. Валовій у Тернополі відкрили пам'ятник Ігорю Ґереті.
- У 2019 році проєкт Байковецької сільської територіальної громади «Створення музею-скансену черняхівської культури. Перші кроки» став переможцем конкурсу Міністерства культури України «Малі міста — великі враження» в рамках Програми співпраці між українським урядом, Європейським Союзом та його державами-членами Німеччиною, Польщею, Данією та Словенією «U-LEAD з Європою». За проєктом на базі Чернелово-Руського могильника буде створено музей-скансен, в експозиції якого планувалось представити близько 2000 оригінальних експонатів з фонду Тернопільського обласного краєзнавчого музею[5].
- 10 жовтня 2019 року в с. Байківці відбулася Міжнародна наукова конференція «Створення музею-скансену черняхівської культури. Перші кроки». Під час конференції було презентовано документальний фільм «Музей-скансен черняхівської культури» (режисер і автор сценарію Макс Мельник, креативний продюсер і автор сценарію Володимир Ханас[6].
- 25 вересня 2020 року у Тернопільському ліцеї №21 - спеціалізованій мистецькій школі імені Ігоря Герети, відкрито меморіальний куток "Скибка неба" присвячений пам'яті Ігоря Ґерети.
- 26 вересня 2023 року у Тернопільському обласному краєзнавчому музеї відбулась науково-краєзнавча конференція з міжнародною участю «Ігор Ґерета — відомий дослідник старожитностей Тернопільщини»[7].
- 26 вересня 2023 року у Тернопільській обласній бібліотеці для молоді відбулись краєзнавчі читання “Ігор Герета- археолог зі світовим ім’ям”, приурочені 85-річчю відомого краянина[8].

## Премії, відзнаки, нагороди
- Премія імені Братів Богдана і Левка Лепких (1997)[9].
- Почесна грамота Тернопільського осередку Спілки української молоді (СУМ); І. Ґерету визнано «Опікуном осередку» (1998).
- Всеукраїнська археологічна премія імені Вікентія Хвойки (2002).
- Знак Українського фонду культури «Подвижник культури».

## Світлини

Пам'ятник Ігорю Ґереті на вул. Валовій у Тернополі
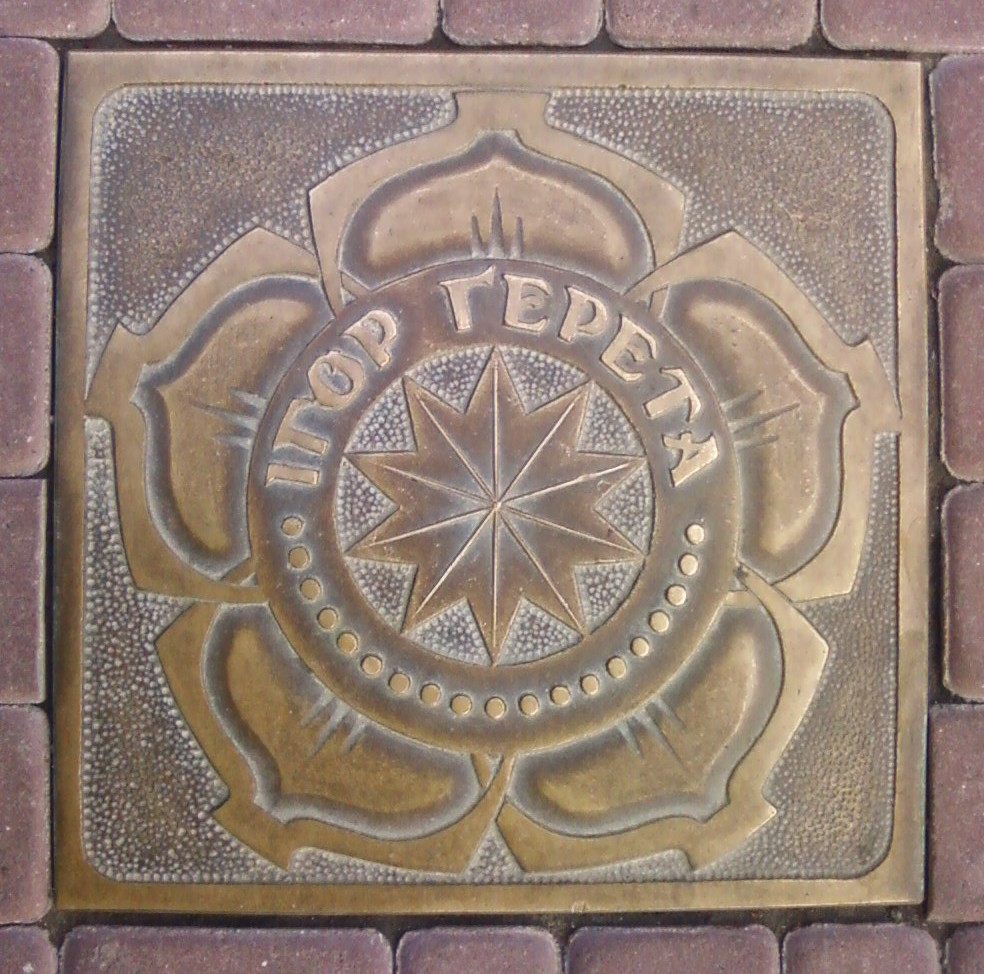
Пам'ятний знак на вул. Гетьмана Сагайдачного у Тернополі

### Публікації творів Ігоря Ґерети
- Герета І. П. та ін. Археологічні пам'ятки Прикарпаття і Волині Кам'яного віку. — К. : Наукова думка, 1981. — 310 с.
- Герета І. П., Харитонов Є. А. Дослідження нових археологічних пам'яток в Західному Поділлі // Матеріали Третьої Подільської історико-краєзнавчої конференції. — Львів, 1970.
- Ґерета І. Скибка неба: Поезія. Проза. — Т.: Лілея, 1997. — 84 с.
- Ґерета І. Білі хрести: Оповід. // Вільне життя. — 2000. — 1 лютого.
- Ґерета І. Брошка: Докум. оповід. // Свобода. — 2000. — 26 лют. — С. 7.
- Ґерета І. Вірші // Тернопіль: Тернопільщина літературна. — Т., 1991. — Вип. 2. Ч. 2. — С. 11–12.
- Ґерета І. Давній різдвяний спомин: Вірш // Свобода. — 2000. — 6 січня.
- Ґерета І. Казка для вас: Вірші // Русалка Дністрова. — 1995. — Ч. 7. — С. 3.
- Ґерета І. Опіум: Докум. новела з двома епілогами //Вільне життя. — 2001. — 15 верес.
- Ґерета І. Поезії //Тернопіль вечірній. — 1995. — 20 січ. — С. 3.
- Ґерета І. Скибка неба: Вірші // Тернопілля'95: Регіон. річник. — Т., 1995. — С. 550—551.
- Ґерета І. Смерть Нептуна; Безпросвітне; На скалу! // Свобода. — 1995. — 21 лютого.
- Ґерета І. Акварелі, офорт, ліногравюра: Нотатки з виставки творів худож. Л. Левицького // Вільне життя. — 1986. — 9 вересня.
- Ґерета І. П. Бережани: Ілюстрований краєзнавчий нарис. — Л.: Каменяр, 1979. — 79 с.
- Ґерета І. П. Бережани: Іст.-краєзнавчий нарис. — Л.: Каменяр, 1989. — 61 с.
- Ґерета І. Богдан Ткачик: Хресна дорога України // Тернопіль вечірній. — 2001. — 25 липня. — С. 8–9.
- Ґерета І. «В Гусятині над річкою» // Вільне життя. — 1996. — 5 січня.
- Ґерета І. Вернісажі надій: Про творчість худож. Б. Ткачика // Жовтень. — 1987. — № 8. — С. 126–127.
- Ґерета І. Володимир Гнатюк: Сім етюдів про вченого на його 125-річчя // Тернопілля'96: Регіон. річник. — Т., 1996. — С. 101–107.
- Ґерета І. «Вставайте! Ви вільні!»: [Про зб. І. Ваврика «Прості вірші»] // Свобода. — 2001. — 18 грудня.
- Ґерета І. Геній родом із Романівки: [Про М. П. Бойчука] // Свобода. — 1992. — 29 жовтня.
- Ґерета І. Голос душі: [Про худож. І. Марчука] //Джерело: Наук.-краєзнавчий часопис Тернопілля. — Т., 1994. — № 1. — С. 154–161.
- Ґерета І. Голос землі. Міжнародна співпраця тернопільських археологів // Тернопілля'96: Регіон. річник. — Т., 1996. — С. 152—154.
- Ґерета І. З маленької Ободівки у широкий мистецький світ: До 100-річчя від дня народж. Петра Обаля // Дзвін. — 2001. — № 1. — С. 149–150; Вільне життя. — 2000. — 29 серп.
- Ґерета І. Знавець душі народної: 120 років від дня народження В. Гнатюка // Тернопіль вечірній. — 1991. — № 25.
- Ґерета І. Йорданські сніги: Спомин про Стефанію Садовську // Тернопіль. — 1995. — № 4. — С. 66–68.
- Ґерета І. Картинна галерея Тернопільського краєзнавчого музею: Путівник. — Л.: Каменяр, 1981. — 79 с.
- Ґерета І. Кілька слів про батька // Тернопілля'96: Регіон. річник. — Т., 1996. — С. 572–574.
- Ґерета І. Кілька слів про поезію Володимира Присяжного. — Тернопілля'95: Регіон. річник. — Т., 1995. — С. 586–587.
- Ґерета І. Книга про творців нації: Про О. Полянського та його книгу «Історичні силуети» // Тернопіль вечірній. — 1998. — 24 вересня. — С. 3.
- Ґерета І. Кобзар: [Про М. Литвина] // Свобода. — 1993. — 20 лип.
- Ґерета І. Ліногравюри світань: Про худож. Я. Омеляна // Дзвін. — 2000. — № 8. — С. 158–160.
- Ґерета І. Майстер живопису: Про П. Обаля // Ровесник. — 1985. — 20 квітня.
- Ґерета І. Міжнародна співпраця археологів // Свобода. — 1996. — 17 вересня.
- Ґерета І. Монографія про Богдана Лепкого // Вільне життя. — 2001. — 13 листопада.
- Ґерета І. П. Музей Соломії Крушельницької: Нарис-путівник. — Л.: Каменяр, 1978. — 94 с.
- Ґерета І. Наблизила наше малярство до Європи: 15 вересня 1877 р. в Бережанах, що на Тернопільщині, народилася видатна українська художниця О. Кульчицька // Голос України. — 1994. — 15 вересня.
- Ґерета І. Нашої школи хресна дорога // Тернопілля'97: Регіон. річник. — Т., 1997. — С. 479–482; Ровесник. — 1990. — № 25.
- Ґерета І. Не хотіла старітися: Спогад про І. Блажкевич // Тернопіль. — 1996. — № 2. — С. 19–25.
- Ґерета І. Пам'яті академіка В. Гнатюка // Тернопіль. — 1992. — № 3. — 4. — С. 38–39.
- Ґерета І. Пам'яті видатного земляка: Урочини з нагоди 125-річчя від дня народження Т. Бордуляка // Вільне життя. — 1988. — 14 лютого.
- Ґерета І. Під знаком хреста: Творчий доробок худож. Г. Ткачик // Свобода. — 1999. — 23 жовтня.
- Ґерета І. Пісні волі: Про кобзаря, комп., письм. М. Литвина // Свобода. — 1993. — 23 березня.
- Ґерета І. Поетеса з-під білих зір: Літ.-мистецький вечір з нагоди ювілею поетеси Т. Фролової // Свобода. — 2001. — 12 червня.
- Ґерета І. Радість зустрічей: У Тернопільській картинній галереї виставка живопису А. І. Петрика // Вільне життя. — 1983. — 17 травня.
- Ґерета І. Родом з Романівки: Про М. П. Бойчука] // Вільне життя. — 1990. — 29 квітня.
- Ґерета І. Саморух до вічної ідеї: Творчий портрет Богдана Ткачика // Тернопілля'96: Регіон. річник. — Т., 1996. — С. 550–553.
- Ґерета І. Сила і ніжність: Про Б. Рудого // Свобода. — 1998. — 17 січ.
- Ґерета І. Слово про кандидата у депутати обласної ради по Теребовлянському виборчому округу № 15 Богдана Хаварівського (директор Державного архіву Тернопільської обл.) // Русалка Дністрова. — 1998. — Ч 4. — С. 2.
- Ґерета І. Сон наяву, або Два роки художника Михайла Кузіва // Свобода. — 2001. — 29 травня.
- Ґерета І. Справжній, як саме життя: Про худож. Я. Омеляна // Вільне життя. — 1999. — 16 січня.
- Ґерета І. Струменить із полотен тепло: Розповідь про худож. Є. Кавку // Тернопіль. — 1992. — № 2. — С. 54–55.
- Ґерета І. Так манить вершина: Нотатки з виставки творів художника Б. Ткачика // Вільне життя. — 1986. — 22 листопада.
- Ґерета І. Теребовля: Шлях через віки: Іст.-краєзнавчий. нарис. — Л.: Каменяр, 1997. — 127 с.
- Ґерета І. «Ти — мій клич!»: Про кн. В. Присяжного «Остання сотня» // Тернопіль вечірній. — 1998. — 31 груд. — С. 8.
- Ґерета І. Тривоги і надії //Вільне життя. — 1990. — 17 червня.
- Ґерета І. Феноменально щасливий збирач: Сім етюдів до 125-річчя від дня народження В. Гнатюка //Русалка Дністрова. — 1996. — Ч. 10. — С. 1.
- Ґерета І. Художники Тернопілля // Тернопілля'95: Регіон. річник. — Т., 1995. — С. 687–691.
- Ґерета І. Художники Тернопільщини кінця XIX — ХХ ст. // Тернопіль. — 1994. — № 2 — 3. — С. 3–20.
- Ґерета І. П., Черемшинський О. С. Етнографічно-меморіальний музей Володимира Гнатюка у Велесневі: Нарис-путівник. — Львів: Каменяр, 1982. — 79 с.
- Ґерета І. П., Черемшинський О. С. Етнографічно-меморіальний музей Володимира Гнатюка у Велесневі: Нарис-путівник. — Львів: Каменяр, 1991. — 94 с.
- Ґерета І. Шлях митця: Про худож. Я. Омеляна // Тернопіль вечірній. — 1993. — 19 черв. — С.
- Ґерета І. Ювілей Юліана Опільського // Жовтень. — 1985. — № 8. — С. 103.
- Ґерета І. Ярослава Музика: До 100-річчя від дня народження // Тернопіль вечірній. — 1994. — 19 січ. — С. 4.
- Ґерета І. Ярослав Омелян — майстер художньої графіки // Русалка Дністрова. — 1997. — Ч. 9. — С. 4–5.
- Демченко В. Ф., Ґерета І. П. Теребовля: Іст.-краєзнавчий нарис. — Львів: Каменяр, 1971. — 82 с.
- Герета И. П. Новые палеолитические нахождения на Тернопольщине // АО 1968. — М., 1969.
- Герета И. П. Новые памятники культуры шаровидных амфор в Западном Подолье // АО 1969. — М., 1970.